# قلعه بلک‌نس
قلعه بلک‌نس (به انگلیسی: Blackness Castle) قلعه‌ای متعلق به قرن پانزدهم است که در نزدیکی روستای بلکنس، اسکاتلند، در ساحل جنوبی خور فورث قرار دارد.
این بنا احتمالاً در محل قلعه قبلی توسط سر جورج کرایتون در دهه ۱۴۴۰ ساخته شد. در آن زمان، بلکنس بندر اصلی خدمت به شهرک سلطنتی لینلیتگو و یکی از اقامتگاه‌های اصلی پادشاه اسکاتلند بود. این قلعه همراه با سرزمین‌های کرایتون در سال ۱۴۵۳ به جیمز دوم رسید و از آن زمان تاکنون قلعه سلطنتی بوده‌است. این زندان به عنوان یک زندان ایالتی خدمت می‌کرد و در طول تاریخ زندانیانی مانند کاردینال بیتون و آرشیبالد داگلاس را در خود جای داده بود.
این قلعه که توسط سر جیمز همیلتون از فینارت در اواسط قرن شانزدهم تقویت شد، به یکی از پیشرفته‌ترین استحکامات توپخانه ای زمان خود در اسکاتلند تبدیل شد. یک قرن بعد، این دفاع‌ها برای جلوگیری از سقوط بلکنس به دست ارتش الیور کرامول در سال ۱۶۵۰ کافی نبود. چند سال پس از محاصره، قلعه تعمیر شد و دوباره به عنوان یک زندان و یک پادگان کوچک خدمت کرد. در سال ۱۶۹۳، خار محافظ دروازه افزایش یافت و برج استرن به عنوان پایه ای برای سه اسلحه سنگین کوتاه شد. پادگان‌ها و محله‌های افسران در دهه ۱۸۷۰، زمانی که قلعه به عنوان انبار مهمات مورد استفاده قرار می‌گرفت، تا سال ۱۹۱۲ اضافه شد. این قلعه برای مدت کوتاهی توسط ارتش در طول جنگ جهانی اول مورد استفاده مجدد قرار گرفت. اکنون این بنا به عنوان یک بنای باستانی تحت مراقبت‌های بناهای تاریخی است. محیط تاریخی اسکاتلند این قلعه به دلیل مکانش شکل بلند و باریکش به عنوان «کشتی که هرگز قایقرانی نکرد» معرفی کرده‌است.